# Bedia
Bedia város Spanyolországban,  Bizkaia tartományban. Bedia Galdakao, Lemoa, Igorre és Zeberio községekkel határos. Lakosainak száma 1117 fő (2024).

## Népesség
A település lakosságának változását az alábbi diagram mutatja:
| Lakosok száma | 977  | 978  | 982  | 962  | 987  | 1035 | 1039 | 1067 | 1102 | 1117 |
|               | 2001 | 2004 | 2007 | 2009 | 2012 | 2014 | 2017 | 2019 | 2022 | 2024 |